# Hội chứng loạn sản ngoại bì giảm tiết mồ hôi
Hội chứng Hypohidrotic Ectodermal Dysplasia là một hội chứng do đột biến gen di truyền làm ảnh hưởng đến các sắc tố dưới da. Vào giai đoạn cuối, khuôn mặt bệnh nhân HED bị biến dạng: nước da sạm lại, mắt thâm quầng, tóc rụng hết, có dấu hiệu lão hóa sớm, nướu răng bắt đầu tróc ra từng mảng khiến gốc chân rằng chìa ra ngoài, lợi chuyển sang màu đỏ, rỉ máu trông như bệnh nhân vừa cắn vào cổ ai đó. Thêm vào đó, người bệnh rất sợ tiếp xúc với ánh sáng bởi vì da sẽ bị phồng rộp và nhiễm khuẩn.